# Philip Leder
Philip Leder (* 19. November 1934 in Washington, D.C.; † 2. Februar 2020 in Chestnut Hill, Massachusetts) war ein US-amerikanischer Genetiker, der sich insbesondere mit den genetischen Grundlagen von Krebs befasste.
Leder studierte an der Harvard University, wo er 1956 seinen Bachelorabschluss (B.A.) und 1960 seinen M.-D.-Abschluss an der Harvard Medical School machte. Nach weiterer medizinischer Ausbildung an der University of Minnesota ging er 1962 als Post-Doktorand an die National Institutes of Health (NIH), wo es zu seiner Zusammenarbeit mit Marshall Nirenberg kam, und war Mitte der 1960er Jahre am Weizmann-Institut. Danach forschte er wieder an den NIH zunächst im Labor für Biochemie des National Cancer Institute und danach ab 1972 als Direktor für Molekulargenetik am National Institute of Child Health and Human Development (NICHD). Er wurde 1980 Professor in Harvard und war dort Gründungsdirektor der Abteilung für Genetik an der Harvard Medical School. Leder leitete bis 2003 das Harvard Institute of Human Genetics. Er wurde dort John Emory Andrus Professor of Genetics. Er war auch zwei Jahrzehnte Senior Investigator des Howard Hughes Medical Institute.
Leder ist für fundamentale Arbeiten in der Molekularbiologie und Genetik bekannt, insbesondere für das klassische Experiment mit Marshall Nirenberg von 1964, das mit Hilfe von t-RNA die Zuordnung der Basentripletts zu den Aminosäuren erheblich beschleunigte und so die restlichen rund 50 Bestandteile des Codes lieferte, die nicht schon beginnend mit dem Poly-U-Experiment von Nirenberg und Heinrich Matthaei von 1961 und den mit gleichen Methoden ausgeführten Fortsetzungen bestimmt worden waren.
Er entwickelte mit Kollegen das erste rekombinante DNA-Vektorsystem (basierend auf Phagen), das vorgegebenen Sicherheitsstandards genügte. Damit klonte er mit Kollegen das Gen für Globin und untersuchte dessen Genregulierung.
Leder befasste sich auch mit den genetischen Grundlagen der Verschiedenheit der von den B-Zellen hergestellten Antikörpern (über systematische Umordnung der beiden Gene, die für die leichten Ketten der Antikörper kodieren) und der Rolle genetischer Umordnungen in der Krebsentstehung. Beispielsweise zeigte er, dass bei einem bösartigen Tumor der B-Zellen (Burkitt-Lymphom) das c-myc-Gen, das normalerweise eine Rolle in der Zellteilung spielt, sich auf einem anderen Chromosom (nahe einem Antikörper-Gen) anstatt auf ihrer normalen Position auf Chromosom 8 befindet.
Er baute ein um seine Steuerungssequenzen vermindertes c-myc-Gen in Embryozellen von Mäusen ein und konnte so transgene Mäusestämme erzeugen, die anfälliger für Krebs waren. Damit war bewiesen, dass eine Änderung der Steuerungssequenzen eines Gens Krebs verursachen konnte. Für diese und ähnliche Mäuse (OncoMouse), die Leder ab Anfang der 1980er Jahre entwickelte, holte er im Auftrag der Harvard University ein Patent ein. 1988 erhielt er mit Timothy Stewart in den USA das erste Patent (im Namen von Harvard) auf ein gentechnisch verändertes Tier, das Konzept der Krebsmaus (OncoMouse), eine transgene Maus, die durch Manipulation unterschiedlicher Onkogene besonders anfällig gegen Krebs ist. Das Patent ist sogar noch weiter gefasst und umfasst alle Tiere außer dem Menschen. In Europa wurde das Patent zwar 1992 erteilt, nachdem es anfangs zurückgewiesen wurde, aber nach einem längeren Rechtsstreit 2006 aus formalen Gründen zurückgewiesen.
Leder erforschte auch das Zusammenwirken von Onkogenen und zuletzt den Stoffwechsel von Tumorzellen (Zusammenhang von Sauerstoffversorgung und Glykolyse) mit möglichen Ansätzen für die Krebstherapie.
Leder erhielt noch als Student den Detur Award in Harvard. 2008 bekam er die Robert-Koch-Medaille und 1987 den Albert Lasker Award for Basic Medical Research. Er erhielt 1981 den Dickson Prize in Medicine und den Richard Lounsbery Award, 1985 die Genetics Society of America Medal, 1989 die National Medal of Science, 1990 den H.P.-Heineken-Preis für Biochemie und Biophysik der Niederländischen Akademie der Wissenschaften und 1997 den William Allan Award. Leder war Mitglied der National Academy of Sciences, der American Academy of Arts and Sciences und der American Association for the Advancement of Science. Er war vierfacher Ehrendoktor (2010), unter anderem von der Yale University. Im November 2015 hat er von der Medizinischen Fakultät der Universität Basel einen Ehrendoktor für sein Lebenswerk erhalten.